# Les Mains libres (recueil)
 (septembre 2014).
- Si vous ne connaissez pas le sujet, laissez ce bandeau (vous pouvez alors contacter les auteurs).
- Si vous supprimez le contenu mis en cause (vous pouvez préalablement contacter les auteurs),

argumentez précisément cette suppression dans la page de discussion
(un manque de référence n'est pas un argument ; une recherche réelle de référence doit avoir été effectuée, être formellement documentée).
 (avril 2016).
Si vous disposez d'ouvrages ou d'articles de référence ou si vous connaissez des sites web de qualité traitant du thème abordé ici, merci de compléter l'article en donnant les références utiles à sa vérifiabilité et en les liant à la section « Notes et références ».
Les Mains libres est un recueil de poèmes et dessins, publié pour la première fois en 1937 par les éditions Jeanne Bucher à Paris. Les dessins ont été réalisés par le surréaliste américain Man Ray ils sont illustrés par les poèmes du poète français Paul Éluard.

## Genèse et construction du recueil

### Genèse
Le recueil a pour origine une forte amitié entre Paul Éluard et Man Ray. Leur première rencontre artistique se déroule en 1926 dans le septième numéro de la revue La Révolution Surréaliste, où Paul Eluard va illustrer une photo de Man Ray. 
En 1934, une réelle amitié se noue entre ces deux artistes, à tel point que Paul Eluard écrira un poème intitulé "Man Ray", publié dans son recueil La Rose Publique. Un lien fort se crée entre eux, alors que Paul Eluard s'éloigne de plus en plus d'André Breton (l'un des grands chefs de file du Surréalisme).
Lors de l’été 1936, de retour de l’Exposition internationale surréaliste de Londres (en), pendant l’avènement du Front populaire, Éluard et Man Ray partent ensemble, accompagnés de leurs compagnes respectives, Nusch et Adrienne, et de quelques autres artistes, comme Picasso. Quelques ébauches des Mains Libres apparaissent à Mougins dans la maison des Zervos (couple d'éditeurs et de critiques d'art) : "Quant à moi je m'étais engagé dans une série de dessins extravagants mais réalistes qui parurent plus tard dans un livre intitulé les Mains libres, illustré par les poèmes de Paul Eluard." (Man Ray)
En septembre 1936, fin des vacances, retour à Paris. Paul Eluard envisage d'illustrer les dessins de Man Ray de poèmes très courts. En effet, les dessins sont antérieurs aux poèmes. C'est ce que confirme le sous-titre du recueil : Dessins de Man Ray illustrés par les poèmes de Paul Eluard.
Il faut attendre le 1er avril 1937 pour que 12 poèmes soient publiés dans la Nouvelle Revue Française. Ces poèmes s'intitulent « L’évidence », « La toile blanche », « La Marseillaise », « Les sens »,  « Solitaire », « La couture », « Où se fabriquent les crayons », « Le  sablier compte-fils », « Paranoïa », « La femme et son poisson », « Les yeux stériles », et « La mort inutile ».
Le recueil se poursuivra pendant l'été 1937 d'abord en Cornouailles chez des amis surréalistes anglais, tels que Roland Penrose, puis à Mougins, toujours entre amitié et amour libre. Les différents lieux visités sont sources d'inspiration pour les deux artistes (Avignon, le château de Sade...). La rentrée de septembre 1937 marque la fin du recueil. 
La publication des Mains Libres se fait le 10 novembre 1937, chez Jeanne Bucher.

### Construction
L’œuvre est construite en deux parties inégales, précédées par un frontispice (dessin d’introduction) et d’une préface de Paul Éluard. La première partie comporte trente dessins et poèmes, la seconde en compte vingt-quatre. On trouve ensuite une partie consacrée au marquis de Sade : deux portraits imaginaires le représentant et commentés par Éluard. Puis on trouve une section intitulée « Portraits » qui comporte six dessins de portraits d'amis (même si Breton ne fait alors plus partie des amis, il reste tout de même un des chefs de file les plus importants du Surréalisme). Enfin se trouve une partie « Détail », qui compte quatre détails de dessins de Man Ray, issus du recueil lui-même.  
Les dessins dans le recueil ne sont pas présentés de manière chronologique, ceux de 1937 se mêlent à ceux de 1936.
Chacune des parties se clôt par un dessin-poème marquant : "La liberté" et "Les amis". Valeurs essentielles pour Man Ray comme pour Paul  Éluard. "Les amis" fait écho à la section "Portraits", tandis que "La liberté" peut faire écho d'une part à Sade et à la libération des mœurs (amour libre), et d'autre part, d'un point de vue plus historique avec 1936, au sentiment de libération des classes populaires.
Le titre du recueil, Les Mains libres, vient du dessin automatique fort apprécié par les Surréalistes : "Les mains libres parce que je laissais la main faire ce qu'elle voulait" (Man Ray)
Dans le recueil, on retrouve d'ailleurs un dessin intitulé "Les mains libres". Il s'agit du seul dessin abstrait du livre. Man Ray voulait en faire le frontispice, mais Éluard refusa car il n'aimait pas ce qui était abstrait.

### Thèmes ou thématiques
Parmi les thèmes abordés dans l'œuvre :
- la main : un des thèmes les plus présents dans l’œuvre, à commencer par son titre lui-même. La main y apparaît comme délicate, parfois brutale, mais aussi comme élément créateur…
- la femme : ce thème est lui aussi fondamental dans l’œuvre, la femme apparaît comme objet de désir, comme simple objet, comme oppressée et écrasée aussi parfois ;
- la couture et le fil : le thème est plus minoritaire mais rappelle l’enfance des artistes (la mère d’Éluard était couturière, comme celle de Man Ray, et le père de ce dernier était tailleur) ;
- la liberté ;
- la nature et l'architecture.

## Étude du recueil
Il s'agit ici d'une étude purement descriptive et non interprétative.

### Le titre
Le titre se justifie par le fait que le recueil est une composition à quatre mains, celles d’Éluard et de Man Ray, chacun d'entre eux dessinant et écrivant « librement » selon leur inspiration, chacun de son côté. Cela montre aussi que les deux artistes se sont affranchis, en tant que surréalistes, des contraintes, et qu’ils sont « libres » de créer ce qu’ils veulent. Le titre fait bien sûr référence aux outils communs aux deux artistes, leurs mains, mais aussi aux lecteurs, qui sont « libres » de découvrir le recueil et de l’interpréter comme ils le souhaitent. 

### Le frontispice
Le dessin montre un pont portant une tour, le pont d'Avignon. Sur ce pont est allongée une femme nue, sa chevelure plonge dans l’eau, où se reflète son visage.

### La préface de Paul Éluard
En cinq courts paragraphes, elle présente et justifie la collaboration entre le poète et le dessinateur : faire naître le désir.

### Première partie (I)
Cette partie comporte trente textes et dessins.
Fil et aiguille
Le poème est un quatrain. Le dessin, réalisé en 1937 à Lans (vraisemblablement Lans-en-Vercors ou Villard-de-Lans), montre, passant par le chas d'une grande aiguille, un fil dessinant une silhouette apparemment féminine. Cette silhouette est creuse et laisse transparaître, en le dominant, un paysage inhabité, formé de montagnes et de bosquets.
La toile blanche 
Le poème est composé d'un distique et d'un monostiche. Le dessin est daté de 1936. On y voit à droite un entonnoir, au-dessus d'un gant, vide de toute main, doigts vers le haut. À gauche, figure une toile, pliée presque à angle droit, dans les plis de laquelle on peut discerner un visage.
L'évidence
Le poème est composé de deux quatrains entrecoupés d'un monostiche. Sur le dessin, on voit le visage d’une jeune femme en partie masqué par des mains tendues vers lui, et diverses lignes. En bas à droite, une boucle, un collier ou une sangle. En haut, une sorte d’étoile.
Château abandonné
Le poème est formé de deux distiques. Le dessin est daté de 1936, on y voit un château à base circulaire, portant au sommet son donjon. Les fenêtres du premier niveau semblent brisées. L’édifice n’est pas en ruine, mais il est bien « abandonné », on ne voit aucun personnage vivant, si ce n’est peut-être, au bas du dessin, un corps gisant sur le côté, formé par les ondulations du terrain.
Le désir 
Le poème est un tercet. Le titre semble se référer à cette main qui attrape brutalement la chevelure de la femme. Le dessin a été réalisé en 1936. On y voit, en haut à droite, une main d’homme empoignant sans délicatesse aucune la chevelure d’une femme au buste élégamment vêtu, orné d’une broche ovoïde.
C'est elle 
Le poème est formé d’un septain et d’un distique. Le dessin est daté de 1937. On y voit, à gauche, une femme âgée qui semble aveugle. Elle tend sa main vers un buste d’homme, à poitrine féminine, monté sur une roue, et apparemment placé sur un piédestal ; ce personnage pourrait être une statue. Tout en haut à gauche, s’étale le titre du dessin, en lettres attachées. 
La glace cassée 
Le poème est un tercet. Le dessin a été réalisé en mai 1936, on y voit une glace cassée, dans les carreaux de laquelle se reflètent diverses parties d’un corps féminin : dos, bras...
Le don
Le poème est formé d’un tercet et d’un distique. Aucune date n’apparaît sur le dessin. On y voit une jeune femme à très longue chevelure, la tête renversée, le corps tendu en arrière, s’offrant au plaisir.
Objets 
Le poème est un quatrain. Le dessin est daté de 1936, on y voit plusieurs objets et figures : tout d’abord ce qui pourrait être un énorme talon de chaussure de femme. Une silhouette féminine en robe longue se détache en surimpression de ce « talon ». En bas à gauche figure une statuette africaine au long phallus, surmontée d'un combiné téléphonique, dont le fil n’est raccordé à rien. À droite au milieu se trouve un escalier sans issue. Tout en haut à droite, posés sur le « talon », des objets circulaires non identifiables sont représentés. 
La lecture 
Le poème est formé de trois distiques et d’un tercet. Le dessin est daté de 1937, on y voit une jeune femme lisant un journal ou un magazine, qu’elle tient à hauteur de son visage, cachant en partie ce dernier. 
L’aventure 
Le poème est composé d’un tercet, d’un distique, d’un sizain, d’un nouveau distique. Le dessin date de 1937. Tout en haut, en suspension, comme flottant dans les airs, est dessiné le fronton d’un temple grec. En dessous on voit une jeune femme, qui s’en va, un bras replié devant les yeux ; elle semble être une cariatide en fuite, le temple est donc sur le point de s'écrouler. 
L’angoisse et l’inquiétude
Le dessin, daté de 1936, laisse voir une longue tige de fougère plantée dans un pot, au milieu. Vers la gauche, une autre tige, plus petite, est brisée. Deux mains, l’une masculine, et l’autre féminine et ornée de deux bracelets, se superposent. Le poème est un distique, il s’agit d’une succession de verbes à l’infinitif, qui s’opposent, les deux vers se terminant par le même verbe ( "détruire" ), qui apparaît comme résultante des différentes actions. Grâce à une observation précise du dessin, on peut remarquer quelques mots cachés par le feuillage : angoisse qui apparaît deux fois dans la première feuille à gauche, toi comme je t'attends sur la grande feuille à droite, mais aussi Inquiétude - Je te di...
Narcisse
Le dessin est daté de 1936, on y voit une jeune femme nue, sans tête, tenant dans sa main droite son propre visage, qui apparaît alors comme une sorte de masque. Le poème est un tercet, les vers sont des trimètres (alexandrin coupé). 
Les tours du silence
Le dessin date de 1936, on y voit un imposant château-fort, entouré de hauts remparts, et de larges tours. Sur les murs, des figures, comme des ombres, apparemment féminines, se confondent avec les pierres et semblent s’échapper. Le poème est formé d’un quintil et d’un distique.
J. 
Le poème est un distique, deux vers très courts, deux octosyllabes qui forment une phrase. Le titre est étrange et ne trouve aucun écho, ni dans le dessin, ni dans le poème ; il fait peut-être référence à une personne connue du poète. Le dessin représente une jeune femme, aux grands yeux enjôleurs et aux lèvres soulignées, laissant apparaître un large décolleté, en vue plongeante, et attendant peut-être quelqu’un.  
À gauche du dessin, en arrière-plan, on voit un réveil, indiquant l’heure et la date : le 3 septembre 1936, vers 1 heure ou 13 heures et 55 minutes, approximativement.                                     
Les Mains libres 
Le dessin est de 1936. Il consiste en un entrecroisement aléatoire de lignes courbes, comme un long fil emmêlé. Le poème est un distique, son titre renvoie bien sûr à celui du recueil et évoque la liberté de l’artiste : Man Ray a tracé des lignes comme bon lui semblait, alors le poète associe des mots qui s’opposent pourtant : l’eau devient brûlante et la chaleur froide, et l’averse peut se référer aux lignes tracées.
L’arbre-rose 
Le poème est un quatrain. Le dessin a été réalisé en 1937, en Cornouailles (Angleterre, Cornwall ). On y voit, au pied d’une immense rose devenue arbre, et porteuse d’une unique et grande épine, un couple nu. La femme est assise, de profil, appuyée contre la tige, l’homme est debout, de dos, il observe l’horizon, et est armé d’une longue lance. En arrière-plan, observés depuis le rivage par le couple, deux bateaux se dirigent vers eux : une jonque à gauche, un bateau à vapeur à droite, derrière des montagnes ou collines.
Les sens 
Le poème est composé d’un quatrain et d’un quintil. Le dessin a été réalisé en 1936. On y voit un visage féminin, légèrement renversé en arrière, bouche entrouverte, tendu sous le désir et la possession. En bas à gauche, des doigts crispés. En haut à gauche, en arrière-plan, un objet étrange, sur lequel on distingue la forme d’un corps : vase, poignée de porte...
Solitaire 
Ce poème est composé de onze vers, soit un distique, un quatrain, un distique, un monostiche, à nouveau un distique. Le dessin a été réalisé en 1936, on y voit deux larges et longues mains, verticales, entrelaçant une ficelle entre leurs doigts. 
Burlesque 
Le dessin date de 1936. Une jeune femme, au buste dénudé, aux longs cheveux masquant une grande partie de son visage, tente de s’extraire d'un bloc de glace qui lui fait comme une robe. À droite, une main d’homme tient une bille entre le pouce et l’index. Le poème est un distique, qui se présente comme un ordre ou une prière adressée à la jeune fille. Mais celle-ci est insensible, « de glace », elle ne peut pas donner confiance à un homme. Cela est « burlesque » (contraste entre fond et forme : fond sérieux et forme comique, ou inversement).
La femme et son poisson
Le dessin date de 1936. On y voit une femme nue et un poisson. Les deux sont de taille presque identique, et parallèlement juxtaposés. Le poème est, quant à lui, un distique d’alexandrins.
Main et fruits 
Le dessin est daté de 1937. Posés sur un plat circulaire, quatre fruits, deux poires et deux coings, sont caressés délicatement par l’auriculaire d’une main sans propriétaire. Le poème, très long, est composé d’un dizain, d’un quatrain, d’un tercet, et d’un distique. 
Le mannequin 
Le dessin montre une jeune femme élégante, prenant la pose, avant-bras levés contre sa poitrine, et mains suspendues comme tenant un objet invisible ou esquissant un petit pont. Sur son corps, s’ajustent apparemment des pièces de tissu. Le poème est un quintil. Le mot « mannequin » désigne plusieurs choses : un modèle de confection pour les couturières, une poupée, une femme qui défile pour présenter un vêtement…   Cela peut faire référence au fait que la mère d’Éluard a été couturière. Enfin, notons que le début de ce mot est esquissé, presque invisible dans la chevelure de la jeune femme.
Les yeux stériles 
Le dessin date de 1936. Une femme nue est allongée en arrière-plan, sa main gauche est posée sur son épaule gauche, sa main droite sur son ventre. En bas à droite est posée une volumineuse paire de lunettes. Le poème est un quatrain. Le titre du poème apparaît en anglais sous les lunettes : sterile eyes. 
Le tournant 
Ce poème est  composé de deux vers très courts, il s’agit donc d’un distique, le premier est un dissyllabe, le second un hexasyllabe. En fait, le poème est constitué d’une même phrase, qui forme le corps du poème. Le dessin a été réalisé en 1936. On y voit une très étroite route de montagne, soutenue par des arcades, le long d’une corniche ; sur cette dernière, surgissant de derrière un virage, s’agrippe une large main droite, manifestement masculine, surdimensionnée par rapport au paysage. En arrière-plan, nous observons un grand massif de végétation, d’autres montagnes et, surtout, la mer. La paroi sur laquelle se trouve la main semble avoir la forme d’un corps de femme, vue de dos, ou d’un visage.
Nu 
Le dessin est daté de 1937, on y voit une femme nue, une main au-dessus de la tête, regardant vers le haut, elle est peut-être allongée. Ses attributs féminins ou sexuels sont masqués et effacés, ainsi deux petites ailes figurent et cachent les seins. Le poème est formé d’un huitain, d’un monostiche, et d’un distique, placé en retrait par un large blanc. 
La mort inutile 
Sur ce dessin daté de 1931 (la date est inscrite dans l’ombre en bas à gauche), on voit une femme nue, presque agenouillée, mais seule une de ses jambes est repliée, l’autre est longuement étirée, étendue. Cette femme s’appuie sur le sol avec sa main droite, sa main gauche soutient son cou. Son ombre se détache en arrière-plan, à gauche, et, à terre, en bas à droite, figurent deux objets : une lettre encore cachetée et ce qui serait un coupe-papier. Le poème est, lui, constitué d’un tercet et d’un distique.
Pouvoir 
Le dessin date de 1937. On y voit une large main masculine empoignant le corps nu d’une femme. On trouve un quatrain et un tercet. Le quatrain est fortement lié au dessin, il montre la force et la violence du désir (comme dans le poème Le désir), le « pouvoir » désigne la brutalité, la femme est amenée à « l’impuissance », elle n’est plus qu’un objet, une victime. Mais, dans le tercet, ce pouvoir est aussi celui de la main créatrice.
Belle main 
Le dessin est de 1937. On voit une femme nue aux longs cheveux dont le corps est composé d’une main, ses longs et minces doigts sont au-dessus de sa tête. La main semble se prolonger dans un autre espace, imaginaire. Le poème est formé d’un huitain et d’un sizain. 
La liberté 
Ce dessin de 1937 représente une jeune femme nue, s’élançant dans le ciel, brandissant un drapeau sur lequel il est vraisemblablement écrit « LIBERTÉ ». En arrière-plan, à droite, on distingue une forteresse. Le poème est un tercet.

### Deuxième partie (II)
Le temps qu’il faisait le 14 mars 
Le poème est composé de deux tercets encadrés par deux distiques.
Le dessin de 1937 montre une femme aux yeux fermés, la tête penchée en arrière, ses mains soutenant cette dernière. En arrière-plan, à gauche, on distingue une pierre pointue en équilibre sur une autre.
Le sablier compte-fils
Le dessin est daté de 1936. Il représente une femme nue, allongée sur le côté, retenue par la taille à des fils, reliés à un sablier. Le poème comprend un distique, un monostiche, et deux autres distiques. Ici, le poète invente un nouvel objet : le sablier existe, le compte-fils (instrument de couture et d’imprimerie) aussi, mais pas le « sablier compte-fils », qui tisse ou détisse le vêtement de la femme. 
Plante-aux-oiseaux 
Le poème est composé de deux quatrains. Le dessin a été réalisé en 1937 et suggère le titre, qui est un néologisme. On y voit une longue tige, autour de laquelle s’accrochent des oiseaux, apparaissant comme les fleurs ou les fruits de cette plante. Au pied de la tige sont dessinées de larges feuilles. Et en arrière-plan, sur un fond de collines ou de montagnes, on aperçoit une seconde plante similaire et, à ses côtés, un homme debout, un bâton de marche à la main.  
Rêve 
Le poème est formé d’un distique, de deux tercets, d’un monostiche. Le dessin est légendé « Rêve du 21 (ou 25 ?) Nov[embre] 1936 ». En réalité, il s’agit plus d’un cauchemar. En effet, on y voit, lancée à pleine vitesse et sortie d’on ne sait où, une locomotive à vapeur qui s’apprête à s’écraser sur de hauts immeubles. Au premier plan, un pont et visiblement un large cours d’eau. Cette chute de la locomotive rappelle un accident réel survenu à Paris, à la gare Montparnasse, en 1895. 
Histoire de la science
Sur ce dessin de 1937, on voit une femme nue debout sur une roue de charrette où figure le titre du poème, les bras levés au-dessus de la tête, et ses mains tenant une boule. Le poème est formé d’un distique, de deux monostiches, d'un second distique et d’un tercet. 
La plage 
Ce dessin de 1937 représente une longue plage, sur laquelle évoluent quelques promeneurs minuscules. Au loin, à l’horizon, une femme immense, nue, et allongée. Le texte est un quatrain.
Avignon 
Nous trouvons deux poèmes du même titre, l’un est un distique, l’autre un tercet. Le dessin de 1936  placé en vue montre le visage d’une jeune femme aux yeux fermés s’élevant au-dessus des toits des maisons. À droite, se dresse ce qui semble être sa main. Notons que le second texte rend hommage au poète surréaliste René Char, que son grand ami Éluard, à Avignon, veut revoir au plus vite, à L'Isle-sur-la-Sorgue (ville du Vaucluse, qu'Éluard dans le poème orthographie L'Isle-sur-Sorgue) où il habite.
Paranoïa
Le poème est composé de deux tercets et d’un distique. Le dessin représente une femme au visage radieux, semblant s’échapper de sa robe, tout son corps n’étant que sa jambe, et dont le pied s’appuie sur un globe.                                 
L’espion 
Le poème est un tercet. Le dessin a été réalisé en 1936, à Mougins (Alpes-Maritimes). On y voit à gauche un grand pot, une jarre, contenant une plante (un petit palmier ?), au milieu un arbre, un grand conifère pointu, à droite une main presque transparente tenant un objet pyramidal, pointu, qui serait un plantoir. En haut à droite sont tracées des persiennes closes derrière lesquelles est caché un visage apparemment féminin. La présence de cet observateur dissimulé explique le titre du poème. 
L’attente 
Le poème est formé d’un monostiche, un alexandrin. Le dessin a été réalisé à Londres, en 1937. On y voit deux larges mains verticales, écartées, masculines, visiblement ridées, âgées. Entre ces deux mains, une araignée a tissé sa toile. On peut rapprocher ce dessin de celui qui accompagne le poème Solitaire.
Des nuages dans les mains 
Le dessin de 1937 laisse voir deux mains semblant soutenir des nuages, paumes vers le ciel. À gauche, en arrière-plan, figurent des lignes qui font penser à des éclairs. Le poème est formé d’un neuvain et d’un monostiche.
Le château d’If 
Le tercet est accompagné d’un dessin de 1936 montrant un homme élégant ajustant son nœud papillon, face à une imposante forteresse, le réel château d’If (au large de Marseille). 
Oui ou non
Avec ce poème formé d’un quatrain, d’un quintil et d’un distique, nous trouvons un dessin de 1937 montrant une fléchette, à l’allure de fusée ou même d’appât de pêcheur, placée au-dessus d’une peau d’agrume formant des boucles. 
La Marseillaise 
Le poème est formé de deux distiques, d’un monostiche, puis d’un quatrain.                        
Le dessin a été réalisé en 1936. On y voit, amarré dans un port, certainement celui de Marseille, un grand voilier. À l’avant de celui-ci, une femme nue descend, ses pieds touchent l’eau ; elle semble être une figure de proue qui s’anime et s’échappe. Au premier plan, dans un canot, on voit cinq marins.
Le titre semble faire référence, non pas à l’hymne français, mais peut-être à cette femme qui descend du navire. 
L’apparition 
Le dessin de 1937 nous montre, sur un sol carrelé, un personnage hermaphrodite, souffrant, gisant à terre, ses bras soutenant son buste à demi relevé. Le poème est plutôt long, on trouve deux quintils et deux tercets.
La peur 
Sur ce dessin de 1937, apparaît une femme nue s’aplatissant contre le sol, comme pour échapper à la large main au-dessus d’elle. En bas à droite, un disque (objet inconnu) contenant une forme géométrique contient le titre, la signature, et la date. Le texte est formé de trois tercets et d'un distique. 
Feu d’artifice 
Man Ray montre sur ce dessin de 1937, une plante à longue tige et au large feuillage, portant à son sommet une multitude de fleurs tombantes, comme des étincelles, s’épanouissant en un bouquet floral. À gauche, en arrière-plan, on distingue un pont aux larges arcades. Le poème d’Éluard est un distique. 
Brosse à cheveux 
Le dessin de 1936 laisse voir une main féminine peignant la partie supérieure du corps nu d’une femme (elle-même ?), avec un large pinceau. Le poème est formé de deux distiques et d’un monostiche.
Les tours d’Eliane
Le dessin de 1936, réalisé à Saint-Raphaël, montre une géante dénudée s’échappant par le haut d’un imposant château, qu’elle semble tenir entre ses jambes, son bras droit tendu vers le haut. On aperçoit devant un soldat qui monte la garde, et en bas à gauche, une échelle. Le poème est un distique. 
Au bal Tabarin 
Le poème est  composé d’un quatrain, d’un tercet, d’un second quatrain, puis d’un quintil. Le dessin a été réalisé en 1936. On y voit plusieurs figures, féminines, ou non : danseurs, acrobates… Au centre du dessin est placée une grosse boule noire, tenue par une femme à l’allure de statue, dont le visage est barré d’une croix. Une grande figure féminine, certainement une danseuse, se tient en haut du dessin. Le Tabarin était, à l’époque, le nom d’une salle de spectacle parisienne, créée en 1904. Elle possédait une piste de danse et une scène de music-hall, cela explique le titre du poème.               
Femme portative
Ce poème est composé de dix vers. Il présente un monostiche, puis deux distiques, un tercet, à nouveau un distique. Le dessin a été réalisé en 1937, on y voit un corps de femme, debout, mais celle-ci n’est pas réelle : son corps est composé d’un empilement de cercles concentriques, ressemblant à des boudins. Cette « femme » appuie sa main droite sur une pile de cercles concentriques, de disques, celle-ci prend la forme d’un cône ou d’un triangle inversé, dans sa main gauche, levée, elle tient un long fil, qui forme au sol une nouvelle série de disques.                   
Ce poème, comme de nombreux autres dans le recueil, a une tonalité érotique et reprend le thème très présent de la femme. Cette « femme portative » n’est donc rien d’autre qu’une poupée gonflable, le poème renvoie donc aux moyens de se procurer un plaisir solitaire (la solitude), Éluard semble dénoncer cette situation : Terrestre dérision la femme / Quand son cœur est ailleurs.
La couture 
Le poème est formé d’un distique et d’un tercet. Sur ce dessin de 1936, de grands ciseaux de couture tiennent entre leurs branches la taille d’une jeune femme sur laquelle ils semblent ajuster une robe. 
Où se fabriquent les crayons 
Le poème contient un quintil, un tercet, un monostiche, et un distique. Le dessin est de 1936. Il représente un village au bord d’un lac de montagne. Le clocher de l’église est figuré par un crayon bien taillé. En arrière-plan, un long serpent, dont la queue se termine au loin derrière les montagnes, traverse le lac.
Les amis 
Le dessin de 1936 montre plusieurs « objets » hétéroclites, un robinet qui coule, un marteau, un sucrier, une tasse de café, un oreiller blanc, une pince à linge, une gueule de félin à l’air menaçant, un écureuil et, apparemment, une branche autour de laquelle s’enroule une sorte de corde ou de liane, le tout sur fond noir et blanc. Le poème (le dernier du recueil) est surprenant, puisqu’il est en prose, et narratif, contrairement à tous les autres ; il est formé de deux strophes.

### Sade
Cette partie sans poèmes comprend deux dessins et deux textes qui servent de "légende". Le premier dessin date de 1936 et montre un portrait imaginaire du marquis de Sade. Son visage est sculpté dans la pierre. En arrière-plan, quelques personnages, et une forteresse, la Bastille, où il fut emprisonné.
Le second dessin, lui aussi de 1936, est similaire, mais le buste est modifié, Sade semblant sourire, alors que la forteresse est en flammes et que les quelques personnages présents dans le dessin précédent sont maintenant très agités.
Les deux courts textes soulignent l'absence totale de portraits de l'auteur, le fait que son œuvre ait été non seulement majoritairement écrite en prison, mais aussi controversée, condamnée, interdite, mais aussi le fait que sa redécouverte a un prix : "la disparition d'un monde où la bêtise et la lâcheté entraînent toutes les misères".

### Portraits
Cette avant-dernière partie du recueil comprend six portraits, de 1936 et 1937, ils ne sont accompagnés d’aucun texte : il s’agit du travail de Man Ray seul . 
Le premier dessin, La Femme au bras cassé serait un portrait d’Adrienne, compagne guadeloupéenne du dessinateur. Le second est un Hommage à Nusch, épouse d’Éluard. Elle est représentée en compagnie de Sonia Mossé, une autre artiste, qui pose sa main sur l’épaule de Nusch dans un geste de tendresse. En bas du dessin, une main masculine tenant une rose. Le troisième dessin est un hommage  À Picasso. Le visage du peintre apparaît masqué en partie par une femme nue de dos. Les trois dessins suivants sont un portrait d’André Breton accompagné d’une citation de Victor Hugo issue du roman   Les Misérables, mais adaptée "La misère rend les faibles infâmes, les forts sublimes", celui d’Éluard, et enfin un autoportrait de Man Ray portant d'imposantes lunettes en forme de fenêtres.

### Détail
Cette dernière partie de Man Ray montre des morceaux agrandis de quelques dessins : on trouve l’œil de Sade, le nez et la bouche du visage de Breton, la figure de la femme du poème Burlesque et le crayon servant de clocher du poème Où se fabriquent les crayons.

## Sculpture
En 1971, Man Ray a créé une série de dix bronzes à partir de certains dessins des Mains libres : Le pont brisé, Narcisse, Solitaire, La femme et son poisson, Main et fruits, Nu, Pouvoir, Belle main, Sade, et Autoportrait. 